# Rockstar 101
Rockstar 101 (ang. Gwiazda rocka 101) – czwarty singiel barbadoskiej piosenkarki R&B Rihanny i Slasha, pochodzący z jej czwartego albumu studyjnego zatytułowanego Rated R. Piosenkę napisali Terius Nash, Christopher Stewart oraz Rihanna, a wyprodukowali The-Dream i Tricky Stewart. Kompozycja w drugim tygodniu swej obecności zdobyła 68 pozycję na liście Billboard Hot 100, osiągnęła również pozycję drugą na Hot Dance Club Songs.

## Tło i rozwój
Ryan Seacrest potwierdził wydanie singla podczas występu Rihanny w American Idol 7 kwietnia 2010 roku. 21 maja 2010 roku wytwórnia Def Jam wydała album Rockstar 101: The Remixes, zawierający dwanaście remiksów piosenki. „Rockstar 101” zaczęto grać w rozgłośniach radiowych od 1 czerwca 2010 roku. Piosenka będzie promowała nadchodzące show Nikita.

## Spektakle
Utwór Rihanna pierwszy raz wykonała podczas dziewiątego sezonu American Idol 7 kwietnia 2010 roku. Ubrana w czarny kostium grała na elektrycznej gitarze, podczas trzeciej zwrotki. Piosenka została także włączona w set listę Last Girl on Earth Tour.

## Teledysk
Powstały dwie wersje klipu – zwykła i explicit (z ang. formalny, sprecyzowany, otwarty, bez niedomówień). Został nagrany w kwietniu, reżyserem jest Melina Matsoukas Melina Matsoukas, która wyreżyserowała takie teledyski artystki jak „Hard” czy „Rude Boy”. W internecie można znaleźć zapowiedź klipu oraz „Behind The Scenes Rockstar 101” (tł. Za kulisami Rockstar 101). W klipie tym wystąpi również muzyk Travis Barker wraz ze swoim zespołem Blink-182. Premiera klipu odbyła się 25 maja na kanale RihannaVEVO na stronie YouTube. Teledysk jest w barwach czerni i bieli. Ukazuje on rockową stronę Rihanny. Artystka występuje w klipie w ośmiu przebraniach m.in.: naga, pomalowana na czarno, owinięta drutem kolczastym czy z siatką na twarzy w zaśnieżonym lesie. W klipie wokalistka naśladuje także Slasha, którego brakuje w klipie. W jednej ze scen perkusista Blink-182 Travis Baker pojawia się jako zespół Rihanny. Wideo było różnymi rockowymi odmianami m.in. Nine Inch Nails i The Bravery.
Premiera klipu w Wielkiej Brytanii odbyła się na kanale 4Music 13 czerwca 2010 roku

## Lista utworów
Rockstar 101 – The Remixes
- „Rockstar 101” (Dave Audé Radio Edit) – 4:18
- „Rockstar 101” (Mark Picchiotti Pop Rock Radio Edit) – 3:58
- „Rockstar 101” (Mark Picchiotti Rockin’ Radio Edit) – 3:57
- „Rockstar 101” (LoOse CanNons Black Guitar R-Licks Radio Edit) – 3:46
- „Rockstar 101” (Chew Fu Teacher’s Pet Fix [Explict]) – 4:28
- „Rockstar 101” (Chew Fu Teacher’s Pet Fix [Clean]) – 4:28
- „Rockstar 101” (Dave Aude Club Remix) – 7:52
- „Rockstar 101” (Mark Picchiotti Pop Rock Club Remix) – 7:37
- „Rockstar 101” (Mark Picchiotti Rockin’ Club Remix) – 7:51
- „Rockstar 101” (LoOse CanNons Black Guitar R-Licks Club Remix) – 5:54
- „Rockstar 101” (Dave Aude Dub Remix) – 6.44
- „Rockstar 101” (Mark Picchiotti Power Dub Remix) – 7.20

## Pozycje na listach
| Lista przebojów (2010)                  | Najwyższa pozycja |
| --------------------------------------- | ----------------- |
| Australia (ARIA Charts)                 | 24                |
| Stany Zjednoczone (Billboard Hot 100)   | 64                |
| Stany Zjednoczone (Hot Dance Club Play) | 2                 |
| Stany Zjednoczone (Hot Digital Songs)   | 28                |

| Notowania (2010)                        | Pozycja |
| --------------------------------------- | ------- |
| Stany Zjednoczone (Hot Dance Club Play) | 16      |

## Premiera radiowa i wydanie
| Państwo | Data           | Format                |
| ------- | -------------- | --------------------- |
| USA     | 1 czerwca 2010 | Mainstream i Rhythmic |

| Państwo | Data         | Format                   | Wytwórnia |
| ------- | ------------ | ------------------------ | --------- |
| USA     | 21 maja 2010 | The Remixes – Digital EP | Def Jam   |